# Kharlampi Stamatiev
Kharlampi Fiodorovitch Stamatiev (en russe : Харлампий Фёдорович Стаматьев), né le 2 février 1859 à Nikolaïevka dans l'ouïezd d'Elisavetgrad et mort le 10 décembre 1920 à Bagreïevka (Yalta), est un lieutenant-colonel de l'armée impériale russe, chef de l'école d'aviation militaire de Sébastopol.

## Biographie
Kharlampi Stamatiev est né dans la famille du prêtre Fiodor Petrovitch Stamatiev, d'origine grecque. Il étudie au gymnase, puis à l'école d'infanterie des Junkers d'Odessa. Il est ensuite affecté comme enseigne au 58e régiment d'infanterie de Praga avec ancienneté à compter du 10 février 1881. Il est promu capitaine le 6 mai 1900.
Début août 1904, sur la base de la compagnie de marine combinée d'Odessa, commandée par Kh. F. Stamatiev, est créé le bataillon de marine d'Odessa. Début septembre de la même année, le capitaine Stamatiev est nommé commandant de la compagnie d'aviron du bataillon de marine. En 1906, avec le grade de lieutenant-colonel, il devient commandant adjoint du bataillon de marine d'Odessa.
Participant aux travaux de l'aéroclub d'Odessa (fondé en mars 1908), Stamatiev en est le pilote et le chef du parc aéronautique, il participe à l'organisation de cours d'aviation militaire à l'aéroclub et à l'élaboration de son programme de formation. Après l'ouverture des classes d'aviation en 1910 (qui deviennent en 1911 l'école d'aviation d'Odessa), il en devient le chef. Il étudié le pilotage auprès d'un des premiers pilotes brevetés de Russie, P. A. Kouznetsov.
L'aéroclub d'Odessa construit les premiers aéroplanes de types Farman dans l'Empire russe, sous la direction du lieutenant-colonel Stamatiev. Un Farman IV prend son premier envol le 14 avril 1911 (27 avril dans le calendrier grégorien), piloté par Nikolaï Kostine.

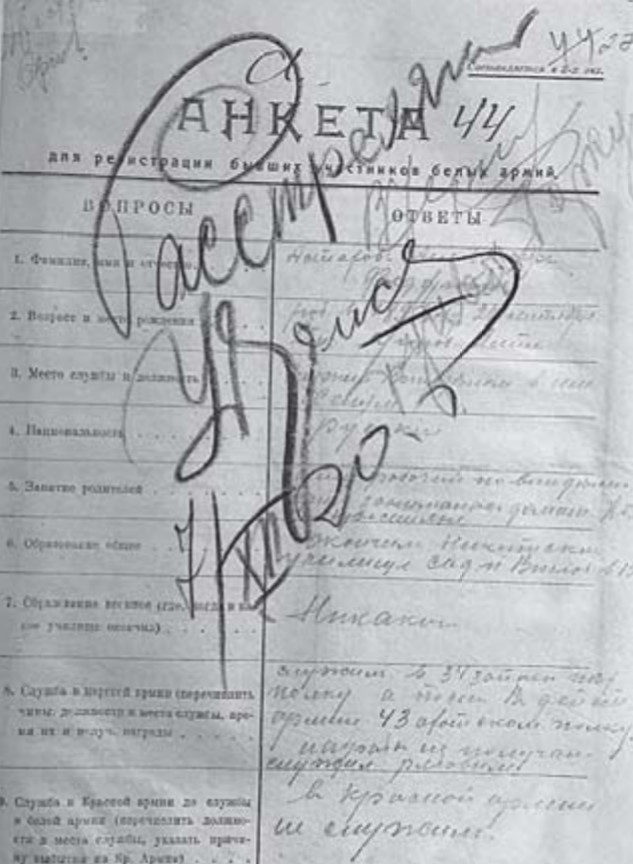
Un dossier avec la décision de E. M. Udris le 7 décembre 1920 - « fusiller ».

Après le déclenchement de la Première Guerre mondiale, à partir du 22 septembre 1914, Kh. F. Stamatiev devient le commandant de la 6e compagnie d'aviation stationnée à Odessa. Le 16 décembre 1915, il est nommé chef de l'école d'aviation des officiers de Katcha (Sébastopol), sur la base de laquelle, au printemps 1916, l'« École d'aviation militaire de Sébastopol de Son Altesse impériale le grand-duc Alexandre Mikhaïlovitch » est créée. Parallèlement, Kh. Stamatiev est rédacteur en chef du magazine d'aviation et d'aéronautique militaire Pilote militaire (publié deux fois par mois en 1916-1917). Après la Révolution de Février, il est démis de ses fonctions de directeur de l'école d'aviation.
En 1918-1920, le lieutenant-colonel Kh. F. Stamatiev sert dans l'équipe du commandant de Yalta. Il a été fusillé à Bagreïevka parmi les nombreuses victimes de la Terreur rouge à Yalta à la fin de 1920 . La condamnation à mort par décision de la troïka d'urgence du groupe de choc de Crimée de la direction des départements spéciaux de la Tchéka relevant du Conseil militaire révolutionnaire des fronts sud et sud-ouest a été prononcée deux fois :
- le 7 décembre 1920[7] par une troïka composée du président Tchernabryvy, des membres Udris et Gounko-Gorkounov[8].
- le 10 décembre 1920[9] par une troïka composée du président Udris, des membres Agafonov (responsable de l'exécution de la peine dans les 24 heures) et de Tolmats[10].